# Дьєпп (Приморська Сена)
Дьєпп (фр. Dieppe) — місто та муніципалітет у Франції, у регіоні Нормандія, департамент Приморська Сена. Населення — 28 358 осіб (01.01.2021). Відомий морський порт.
Муніципалітет розташований на відстані близько 150 км на північний захід від Парижа, 55 км на північ від Руана.

## Історія

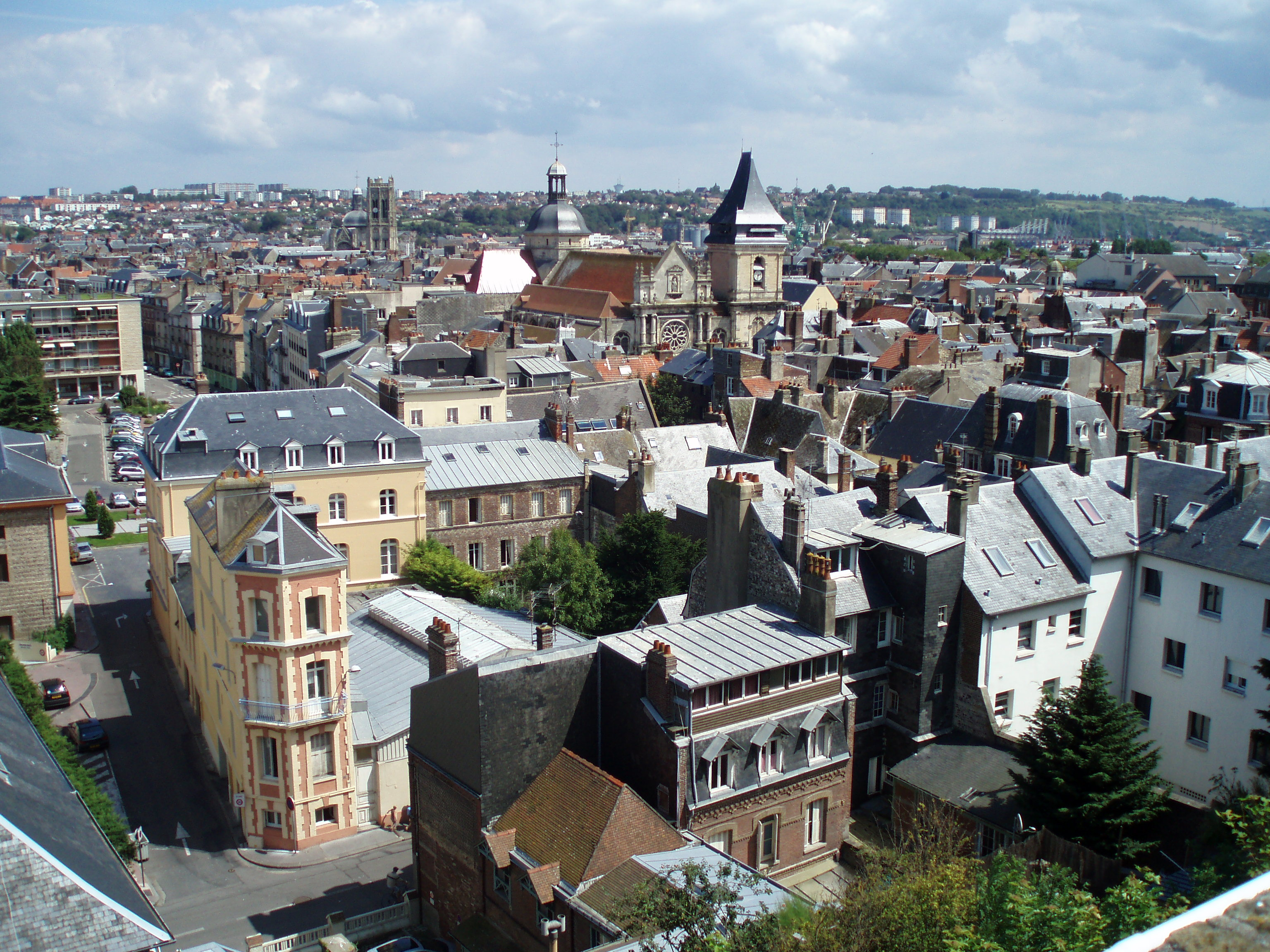
Історичний центр міста

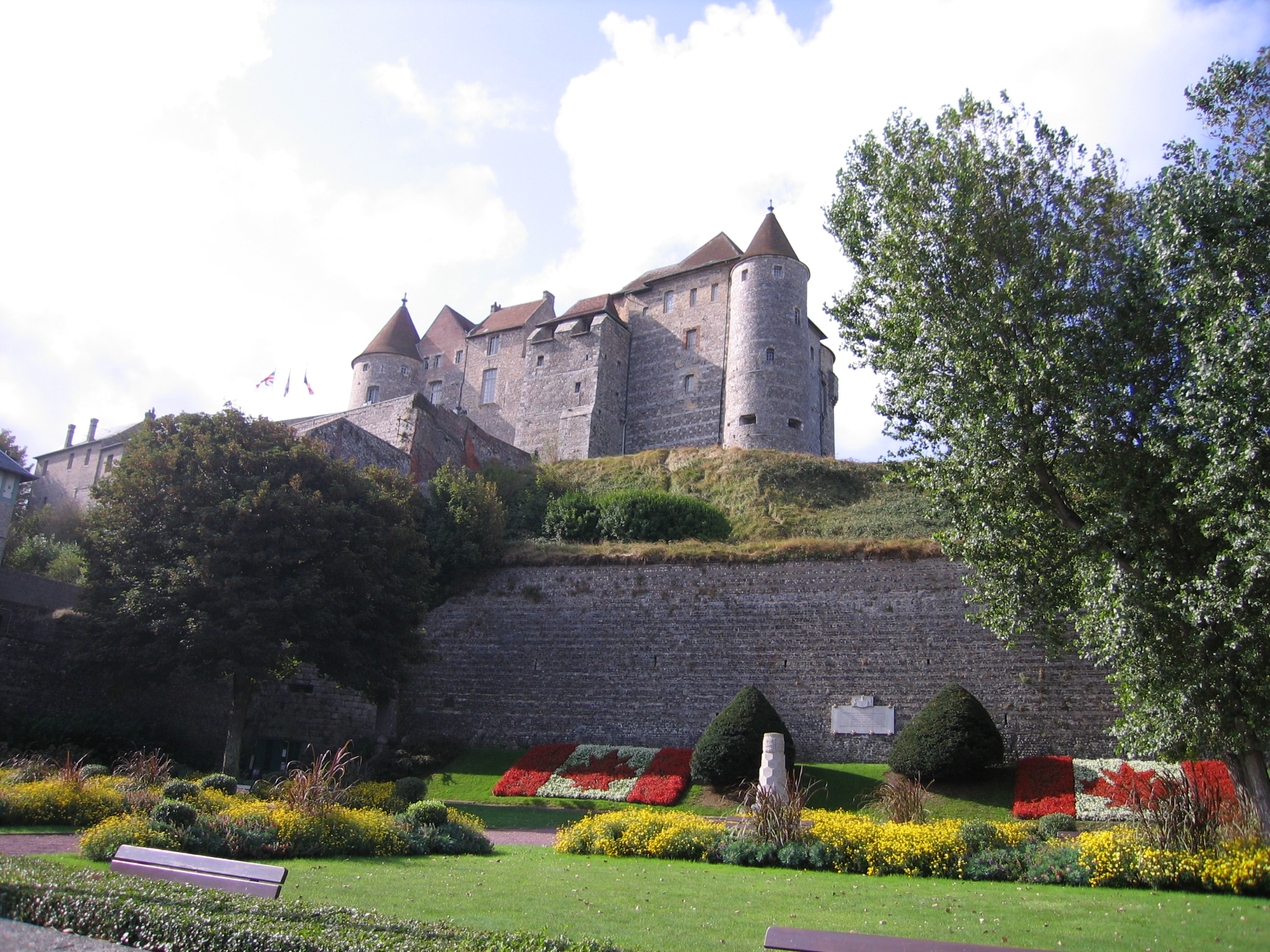

19 серпня 1942 відбулась десантна операція «Ювілей» військ союзників у Другій світовій війні з оволодіння портом Дьєпп, яка закінчилась провалом.

## Пам'ятки
- Замок

## Демографія
Динаміка населення (Cassini і INSEE ):
Розподіл населення за віком та статтю (2006):
| Стать | Всього | До 15 років | 15-24 | 25-44 | 45-64 | 65-85 | Понад 85 |
| --- | ------ | ----------- | ----- | ----- | ----- | ----- | -------- |
| Чоловіки | 15 148 | 3121        | 2184  | 3844  | 3756  | 2039  | 204      |
| Жінки | 18 462 | 3012        | 2284  | 4427  | 4452  | 3594  | 693      |
| \| Статево-вікова піраміда \| Статево-вікова піраміда \| Статево-вікова піраміда \| \| ----------------------- \| ----------------------- \| ----------------------- \| \| Чоловіки \| Вік \| Жінки \| \| 204 \| 85 + \| 693 \| \| 416 \| 80-84 \| 820 \| \| 520 \| 75-79 \| 954 \| \| 517 \| 70-74 \| 1002 \| \| 586 \| 65-69 \| 818 \| \| 764 \| 60-64 \| 951 \| \| 933 \| 55-59 \| 1134 \| \| 1062 \| 50-54 \| 1230 \| \| 997 \| 45-49 \| 1137 \| \| 895 \| 40-44 \| 1284 \| \| 996 \| 35-39 \| 1029 \| \| 986 \| 30-34 \| 1033 \| \| 967 \| 25-29 \| 1081 \| \| 1128 \| 20-24 \| 1235 \| \| 1056 \| 15-20 \| 1049 \| \| 958 \| 10-14 \| 969 \| \| 1120 \| 5-9 \| 1024 \| \| 1043 \| 0-4 \| 1019 \| |        |             |       |       |       |       |          |
| Статево-вікова піраміда |        |             |       |       |       |       |          |
| Чоловіки | Вік    | Жінки       |       |       |       |       |          |
| 204 | 85 +   | 693         |       |       |       |       |          |
| 416 | 80-84  | 820         |       |       |       |       |          |
| 520 | 75-79  | 954         |       |       |       |       |          |
| 517 | 70-74  | 1002        |       |       |       |       |          |
| 586 | 65-69  | 818         |       |       |       |       |          |
| 764 | 60-64  | 951         |       |       |       |       |          |
| 933 | 55-59  | 1134        |       |       |       |       |          |
| 1062 | 50-54  | 1230        |       |       |       |       |          |
| 997 | 45-49  | 1137        |       |       |       |       |          |
| 895 | 40-44  | 1284        |       |       |       |       |          |
| 996 | 35-39  | 1029        |       |       |       |       |          |
| 986 | 30-34  | 1033        |       |       |       |       |          |
| 967 | 25-29  | 1081        |       |       |       |       |          |
| 1128 | 20-24  | 1235        |       |       |       |       |          |
| 1056 | 15-20  | 1049        |       |       |       |       |          |
| 958 | 10-14  | 969         |       |       |       |       |          |
| 1120 | 5-9    | 1024        |       |       |       |       |          |
| 1043 | 0-4    | 1019        |       |       |       |       |          |

## Економіка
2010 року серед 19 521 особи працездатного віку (15—64 років) 13 183 були активними, 6338 — неактивними (показник активності 67,5%, у 1999 році було 67,9%). З 13 183 активних мешканців працювали 10 603 особи (5326 чоловіків та 5277 жінок), безробітними було 2580 (1296 чоловіків та 1284 жінки). Серед 6338 неактивних 1638 осіб було учнями чи студентами, 2022 — пенсіонерами, 2678 були неактивними з інших причин.

У 2010 році в муніципалітеті налічувалось 15423 оподатковані домогосподарства, у яких проживали 31405,5 особи, медіана доходів виносила 15 066 євро на одного споживача

## Відомі люди
- Ґійом Левассер де Боплан — відомий картограф, «sergeant major» у місті в 1650-51 роках.[8]

## Галерея зображень
Вікісховище має мультимедійні дані за темою: Dieppe (Seine-Maritime)